# Coryphantha werdermannii
Coryphantha werdermannii ist eine Pflanzenart in der Gattung Coryphantha aus der Familie der Kakteengewächse (Cactaceae).

## Beschreibung
Coryphantha werdermannii wächst meist einzeln mit kugelförmigen, eiförmigen oder kurz zylindrischen, hell graugrünen Trieben, die bei Durchmessern von 6 bis 7 Zentimetern Wuchshöhen von 7 bis 9 Zentimetern erreichen. Die konischen bis zylindrischen, aufsteigenden, festen Warzen sind bis zu 1,5 Zentimeter lang. Die Axillen sind kahl. Die vier steifen, stark abstehenden, stark gebogenen und nur manchmal geraden Mitteldornen sind weißlich bis lohfarben bis schwarz. Sie sind 1,3 bis 2,5 Zentimeter lang. Die 21 bis 24, manchmal auch mehr, Randdornen sind etwas kammartig gestellt, dünn, weißlich bis lohfarben und 8 bis 19 Millimeter lang.
Die Blüten sind glänzend gelb. Sie sind bis zu 5 Zentimeter lang und erreichen Durchmesser von 6 bis 7 Zentimeter. Die grünen Früchte sind bis 1 Zentimeter lang.

## Verbreitung, Systematik und Gefährdung
Coryphantha werdermannii ist im mexikanischen Bundesstaat Coahuila auf kiesigen Hängen und Ebenen verbreitet.
Die Erstbeschreibung wurde 1929 durch Friedrich Bödeker veröffentlicht.
Coryphantha werdermannii wird in Anhang I des Washingtoner Artenschutz-Übereinkommen geführt. In der Roten Liste gefährdeter Arten der IUCN wird die Art als „Least Concern (LC)“, d. h. als nicht gefährdet geführt.

## Nachweise